# HP 2133 Mini-Note PC
HP 2133 Mini-Note — нетбук производства компании «Hewlett-Packard», построенный на базе мобильной платформы VIA. В отличие от конкурирующих устройств, выполнен в металлическом корпусе и оснащён полноразмерной клавиатурой.
На данный момент считается морально устаревшим в связи с выпуском модели HP Mini 2140 на базе процессора Atom N270.

## Технические характеристики
- Экран: 8,9 дюйма, 1024×600\1280×768 точек, глянцевый.
- Процессор: VIA C7-M 1,0—1,6 ГГц.
- Графический адаптер: VIA Chrome 9.
- Оперативная память: 512—2048 МБ (1 слот SO-DIMM).
- Жёсткий диск: 4 ГБ флэш память/120—160 ГБ, технология защиты диска HP 3D DriveGuard.
- Беспроводные адаптеры: Broadcom BCM92045 (Wi-Fi b/g), Bluetooth опционально.
- Порты расширения: ExpressCard/54, 2×USB, VGA, LAN.
- Кардридер: SD/MMC.
- Габариты: 255×165×27 мм.
- Масса: 1,2 кг (с батареей 3-cell).
- Операционная система: Windows XP Professional, Windows Vista Home Premium, Windows Vista Business, OpenSUSE Linux.
- Время автономной работы: до 2,5 часов (с батареей 3-cell 2600 мА-ч), до 5 часов (с батареей 6-cell 5200 мА-ч).

Одной из уникальных (среди нетбуков) особенностей HP 2133 является слот ExpressCard, что позволяет подключать к нему сотовые модемы с соответствующим интерфейсом.

## Доступность на рынке
В настоящее время HP 2133 Mini-Note доступен в США, России (с октября 2008 года) и некоторых странах СНГ и Западной Европы.

## Недостатки
Недостатком данной модели считается недостаточно эффективное охлаждение центрального процессора, вследствие чего он нередко отказывает.